# Hårdyngbagge
Hårdyngbagge (Aphodius scrofa) är en skalbaggsart som först beskrevs av Fabricius 1787.  Hårdyngbagge ingår i släktet Aphodius, och familjen bladhorningar. Enligt den svenska rödlistan är arten sårbar i Sverige. Arten förekommer i Götaland och Öland. Artens livsmiljö är jordbrukslandskap.